# ジャクリーン・コクラン
ジャクリーン・コクラン（Jacqueline Cochran、1906年5月11日 - 1980年8月9日）は、アメリカ合衆国の女性飛行機操縦士、実業家である。飛行機に関する数々の記録を打ち立て、1953年には女性として初めて音速の壁を破った。

## 若年期
ジャクリーン・コクランは、1906年5月11日にフロリダ州ペンサコーラで生まれた。出生時の名前はベッシー・リー・ピットマン(Bessie Lee Pittman)で、5人兄弟の末っ子だった。父のアイラ・ピットマン(Ira Pittman)は腕利きの製材工で、製材所を設立したり立て直したりするために各地を転々としていた。一家は決して裕福ではなかったが、コクランの幼少期においては、当時の他の家庭と似たようなものだった。ある説によると、食卓にはいつも食べ物があり、また、コクランは自分は養子だと主張していたが、実際にはそうではなかったという。
1920年頃、13歳か14歳だったころに、ジャック・コクランと結婚した。2人の間には息子のロバートが産まれたが、1925年に5歳で亡くなった。ジャックと離婚した後もコクランの姓を名乗り続け、ファーストネームをジャクリーン（愛称ジャッキー）に改名した。コクランはペンサコーラで美容師の仕事を得て、その後ニューヨークに移った。そこでコクランは、その容姿と行動力のある性格を生かして、サックス・フィフス・アベニューの一流サロンで仕事を得ることができた。
コクランはその後、ハリウッドで、アトラスコーポレーションの創設者でRKOのCEOのフロイド・オドラムと出会った。オドラムは当時、世界の十大富豪の一人と言われていた。オドラムは14歳年下のコクランに夢中になり、彼女が化粧品ビジネスを立ち上げるのを手伝うと申し出た。
1930年代初頭、友人に飛行機に乗せてもらったことがきっかけで、ロングアイランドのルーズベルト飛行場で飛行訓練を始め、3週間で飛行機の操縦を習得した。それから1人で飛行機を操縦するようになり、2年後には事業用飛行機の免許を取得した。1936年、前の妻と離婚したオドラムと結婚した。オドラムは、コクランの敏腕の財務担当者であり、コクランののビジネスに宣伝効果があることを認識していたマーケッターでもあった。コクランは、自分の化粧品ブランドに"Wings to Beauty"（美への翼）と名付け、自分で飛行機を操縦して全米を飛び回って商品を宣伝した。数年後、オドラムはハリウッドのコネを利用して、マリリン・モンローにコクランのリップスティックを推奨してもらった。
コクランは家族や自分の過去を否定していたが、実際には生家の家族と連絡を取り合い、長年にわたって家族を養ってきた。オドラムとの再婚後、家族の一部はカリフォルニア州の牧場に移り住んだ。彼らはコクランから、自分たちがコクランと養子関係を結んだ家族だと言うように指示されていた。コクランは、自分の若年期の人生を世間から隠そうとしており、実際、それが明らかになったのはコクランの死後のことだった。

## 航空業界への貢献

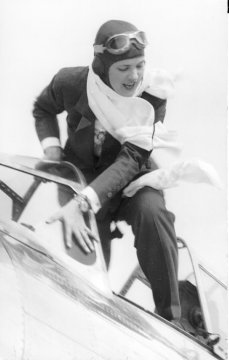
1938年のベンディックスレースにて

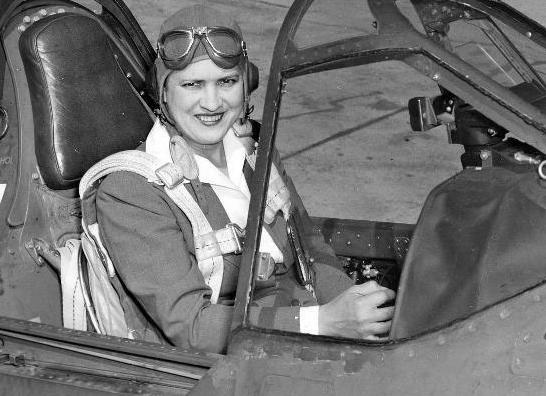
P-40 ウォーホークの操縦席に座るコクラン

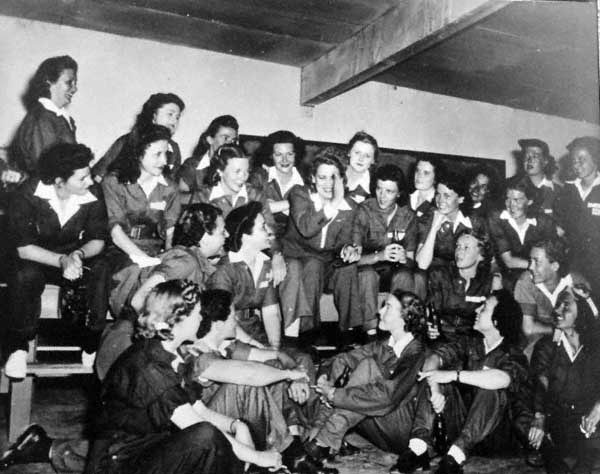
WASP訓練生とコクラン（中央）

コクランは、1934年のマックロバートソン・エアレースに出場した。このレースに出場した女性は、コクランを含め3人だけだった。1937年にはベンディックスレースに女性として唯一出場し、アメリア・イアハートと協力してこのレースを女性に開放した。同年には女性の世界速度新記録も樹立した。1938年には、コクランはアメリカで最高の女性パイロットとみなされるようになっていた。このときまでに、ベンディックスレースに勝利し、大陸横断速度の新記録や高度記録を樹立していた。コクランは、女性として初めて爆撃機で大西洋を横断した。また、ハーモントロフィーを5回獲得した。コクランは「速度の女王」(Speed Queen)と呼ばれ、亡くなるまで速度、距離、高度の記録を保持していた。

### ナインティナインズ
コクランはアメリア・イアハートの友人だった。コクランは女性パイロットの国際連盟である「ナインティナインズ」において、創設メンバーではなかったが最も影響力のあるメンバーの一人だった。1941年から1943年までナインティナインズの会長を務め、空軍婦人パイロット部隊(WASP)だけでなく、新しく設立された民間航空パトロール(CAP)にも女性パイロットが参加できるように尽力した。コクランはナインティナインズの会報で、会員にCAPやWASPに参加することや、戦争遂行のためにできることをするようと呼びかけた。

### 航空輸送予備部隊
アメリカが第二次世界大戦に参戦する前、コクランはアメリカ製の航空機をイギリスに運ぶ組織「ウィングス・フォー・ブリテン」に参加し、女性として初めて爆撃機（ロッキード・ハドソンV）を操縦して大西洋を横断した。イギリスでは、イギリス空軍に志願した。コクランはイギリスの航空輸送予備部隊(ATA)で数か月間働き、アメリカで資格を保有する女性パイロットを募集してイギリスに連れて行き、ATAに参加させた。コクランはATAでフライトキャプテン（英国空軍では中隊長、米国空軍では少佐に相当）の地位を得た。

### 空軍婦人パイロット部隊
1939年9月、コクランはエレノア・ルーズベルトに手紙を出し、陸軍航空隊に女性飛行部隊の創設を提案した。コクランは、男性パイロットの戦闘遂行に必要な、国内での非戦闘航空業務は全て、資格を持った女性パイロットでも行うことができると考えた。コクランは当時、婦人陸軍補助隊(WAAC)の長官だったオベタ・カルプ・ホビー大佐と同じような立場で、自分が女性たちを指揮することを想定していた（WAACは1943年7月1日に完全に陸軍の一部となり、同時に部隊名も婦人陸軍部隊(Women's Army Corps, WAC)に改称された）。
同年、コクランは、当時、陸軍航空隊の輸送軍団の組織化に協力していたロバート・オールズ中佐に手紙を書いた（輸送軍団は、元々は急使や飛行機の輸送を行う部門であったが、アメリカ陸軍航空軍(USAAF)の航空輸送部門を経て、アメリカ空軍の航空機動軍団へと発展した）。手紙の中でコクランは、輸送軍団の非戦闘任務に女性パイロットを採用することを提案した。1941年初頭、オールズはコクランに、アメリカには女性パイロットが何人のいるのか、彼女たちの飛行時間、技術、国のために飛行機を飛ばすことへの関心、そして彼女たちの個人情報を調べるように頼んだ。コクランは民間航空局の記録をもとにデータを収集した。
パイロットは不足していたにもかかわらず、女性パイロットの件はなかなか進まなかった。1941年6月に陸軍航空隊が陸軍航空軍に改組され、航空隊の司令官であったヘンリー・アーノルド中将が引き続き航空軍の司令官を務めた。イギリスのATAで女性が活躍していることを知っていたアーノルドは、女性パイロットが人員問題の解決策であると考え、コクランに対し、資格を持った女性パイロットとともに、イギリスの状況を見てくるように提案した。アーノルドはコクランに、彼女が戻ってくるまで女性パイロットに関する決定はしないと約束した。
コクランは、以前オールズからの依頼で行った調査により判明した最も優秀な女性パイロット76人に対し、一緒にイギリスに行くよう依頼した。彼女たちは、最低でも300時間以上の飛行経験があり、ほとんどの女性パイロットは1,000時間以上の飛行経験を持っていた。25人の女性が試験に合格し、2か月後の1942年3月にコクランと共にイギリスに渡り、ATAに参加した。
コクランがイギリスに滞在中の1942年9月、アーノルドは、ナンシー・ハークネス・ラブの指揮のもと、婦人補助輸送隊(Women's Auxiliary Ferrying Squadron, WAFS)の編成を許可した。WAFSは、デラウェア州ウィルミントンのニューキャッスル航空基地で、軍用機の輸送を目的とした女性パイロットのグループから始まった。コクランはWAFSの話を聞いて、すぐにイギリスから帰国した。コクランは、イギリスのATAでの経験から、女性パイロットは輸送任務以外にも訓練できると確信した。女性パイロットの飛行機会の拡大をアーノルドに働きかけ、コクランを長とする婦人飛行訓練分遣隊(Women's Flying Training Detachment, WFTD)の設立を承認してもらった。1943年8月、WAFSとWFTDは合併して空軍婦人パイロット部隊(Women Airforce Service Pilots, WASP)が設立され、コクランが司令官、ナンシー・ラブが輸送部門の責任者となった。
コクランは1943年8月から1944年12月まで、テキサス州スウィートウォーターの旧アベンジャー飛行場で数百人の女性パイロットの訓練を監督した。

### 殊勲章の受章
戦時中の活躍が認められ、コクランには1945年に殊勲章(DSM)が授与された。1945年3月1日に発表された陸軍省のプレスリリースによると、コクランは民間人として初めてDSMを受賞した女性であり、当時、米国政府が授与する非戦闘時の最高位の賞であった。

## 戦後

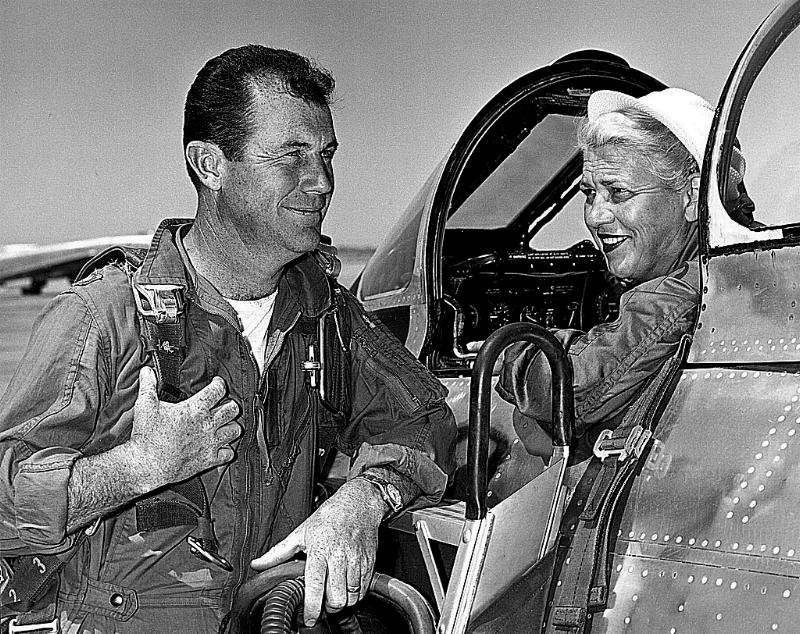
記録を打ち立てたF-86に乗って、チャールズ・E・イェーガーと話すコクラン

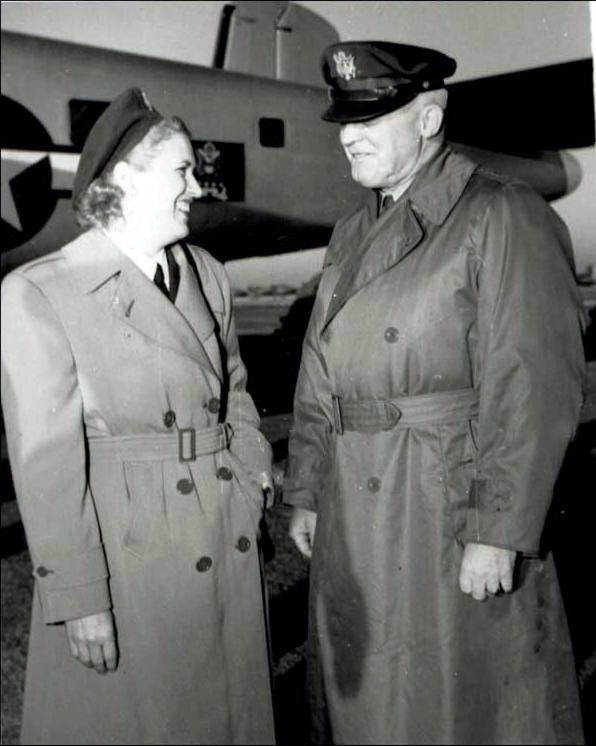
コクランとヘンリー・アーノルド

終戦後、コクランは雑誌社に雇われて、戦後の世界的な出来事を取材した。日本の山下奉文将軍のフィリピンでの降伏に立ち会い、ドイツのニュルンベルク裁判の取材も行った。
1948年9月9日、コクランは中佐として空軍予備役軍団に入隊した。1969年に大佐に昇進し、1970年に退役した。空軍予備軍でのキャリアにおいて、3つの殊勲飛行十字章を受章した。

### 飛行記録
コクランは、戦後に登場したジェット機の操縦を始め、数々の記録を打ち立てた。コクランは超音速飛行を行った最初の女性パイロットとなった。
1952年、47歳のコクランは、前年にジャクリーヌ・オリオールに破られた女性の世界速度記録に挑戦することを決意した。アメリカ空軍からF-86を借りようとしたが、断られた。そこで、カナダ空軍の副司令官を紹介してもらい、カナダ国防大臣の許可を得て、セイバー3の唯一の機体である19200を借りることができた。航空機メーカーのカナディアは、16人のサポートチームをカリフォルニアに派遣した。1953年5月18日、カリフォルニア州ロジャース・ドライ・レイクで1,050.15 km/h (652.5 mph)の新記録を達成した。この飛行中に超音速となり、コクランは音速の壁を破った最初の女性となった。なお、この時、コクランの生涯の友であり、史上初めて超音速飛行を成功させたチャック・イェーガーがコクランの飛行機の右側を飛行していた。同年6月3日には、15kmのクローズドサーキットでの新記録1078 km/h (670 mph)を達成した。
1961年8月から10月にかけて、コクランはノースロップ社のコンサルタントとして、同社の超音速練習機T-38A-30-NOタロン（シリアルナンバー60-0551）を操縦し、速度、距離、高度の一連の記録を達成した。最終日には、T-38を水平飛行で55,252.625フィート（16,841メートル）、最高高度56,072.835フィート（17,091メートル）まで上昇させ、国際航空連盟（FAI）の2つの世界記録を達成した。
コクランはまた、空母から発着艦した最初の女性、爆撃機を操縦して北大西洋を横断した最初の女性（1941年）、ジェット機を操縦して大西洋横断飛行を行った最初の女性、計器着陸を初めて行った女性でもある。また、固定翼のジェット機で大西洋を横断した最初の女性であり、酸素マスクを装着して2万フィート以上を飛行した最初のパイロットであり、ベンディックス大陸横断レースに参加した最初の女性でもある。

### マーキュリー13
1960年代、コクランは夫とともに、女性の宇宙飛行士としての能力を試験する初のプログラム（マーキュリー13）に出資した。13人の女性パイロットが、マーキュリー計画の男性宇宙飛行士と同じ試験に合格したが、このプログラムは途中で中止され、ここから女性宇宙飛行士が生まれることはなかった。これはNASAが主導したものではなかったが、NASAのライフサイエンス委員会の2人の委員が主導しており、そのうちの1人であるウィリアム・ランドルフ・ラブレスはコクランおよびその夫の親友だった。コクランは、当初はこのプログラムを支持していたが、後に、このプログラムの推進を遅らせる原因となった。コクランは海軍とNASAに宛てて、このプログラムがNASAの目標に沿って適切に運営されているかどうかを懸念する内容の手紙を送っており、これが、最終的にプログラムの中止の大きな決め手になったと考えられる。コクランがマーキュリー13のプログラムに反対するようになったのは、自分がアメリカで最も著名な女性飛行士でなくなることを懸念したためというのが一般的な見方である。
1962年7月17日と18日、ニューヨーク州選出のビクター・アンフーソ議員が、下院科学・宇宙飛行委員会の特別小委員会で、宇宙飛行士プログラムから女性を排除することが差別に当たるかどうかを判断するための公聴会を開いた。この公聴会では、宇宙飛行士のジョン・グレンとスコット・カーペンターが宇宙飛行士プログラムへの女性の参加に反対する証言をした。コクランもまた、「宇宙開発は時間が勝負であり、計画通りに進めることが、宇宙開発競争でソ連に勝つための唯一の方法である」として、女性を宇宙開発に参加させることに反対を唱えた。NASAは全ての宇宙飛行士に、軍のジェットテストパイロットプログラムを卒業し、工学の学位を持っていることを要求していた。当時、アメリカ空軍の訓練学校では女性の入学が禁止されており、アメリカ人女性が軍用ジェット機のテストパイロットになることはできなかった。また、テストに合格した女性たちは、いずれも工学の学位を持っていなかった。しかし、マーキュリー13の中には、民間のテストパイロットとして雇用されていた者もおり、プロペラ機での飛行時間が男性宇宙飛行士候補者よりもかなり長い者が多かったにもかかわらず、NASAはプロペラ機での飛行時間をジェット機での飛行時間と同等のものとすることを検討しなかった。これでマーキュリー13プログラムは終了した。
重要なのは、この公聴会が開催されたのが、1964年公民権法が成立して性差別が違法となる2年前のことであるということである。1962年当時、すでに女性の権利に関する考えが政治的言説に浸透していたことを示すものである。

## 政治活動

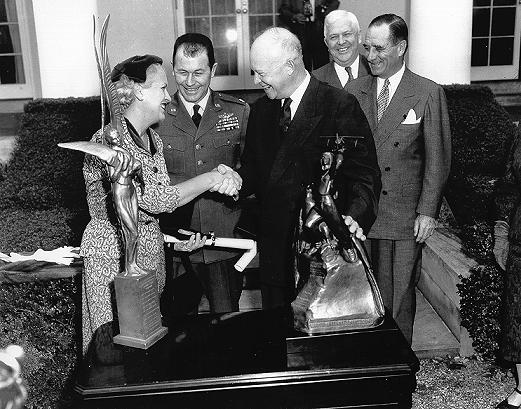
ドワイト・アイゼンハワー大統領からハーモン・トロフィーを授与されるコクランとチャック・イェーガー

コクランは生涯に渡り共和党員だった。政治と軍事に関わった結果、ドワイト・アイゼンハワー将軍と親しくなった。1952年の初め、コクランは夫とともに、ニューヨークのマディソン・スクエア・ガーデンで行われた大統領候補のアイゼンハワーを支援する大規模な集会のスポンサーを務めた。集会の様子を記録した映画フィルムは、コクランが自ら操縦する飛行機でフランスへ運ばれ、NATO軍最高司令官だったアイゼンハワーの前で上映された。コクランの支援は、アイゼンハワーが1952年の大統領選への立候補を決意する大きな要因となり、アイゼンハワーの選挙戦の成功に大きな役割を果たした。その後も2人は親交を深めた。アイゼンハワーは彼女と夫が所有するカリフォルニアの牧場を頻繁に訪れ、退任後は回顧録の一部をここで執筆した。
1956年、コクランはカリフォルニア州から共和党の候補者として下院議員選挙に出馬した。選挙期間中は「ジャクリーン・コクラン＝オドラム」(Jacqueline Cochran-Odlum)の名前を使用した。予備選では5人の男性候補を破って共和党の指名を受けたものの、選挙では、民主党の候補者でアジア系アメリカ人初の下院議員であるダリップ・シン・ソーンドに、51,690票(48.5%)対54,989票(51.5%)という接戦で敗れた。これは、コクランが経験した数少ない失敗のひとつであり、コクランは二度と選挙に出馬しようとしなかった。コクランを知る人は、この敗北が彼女の一生を悩ませたと語っている。

## 死去

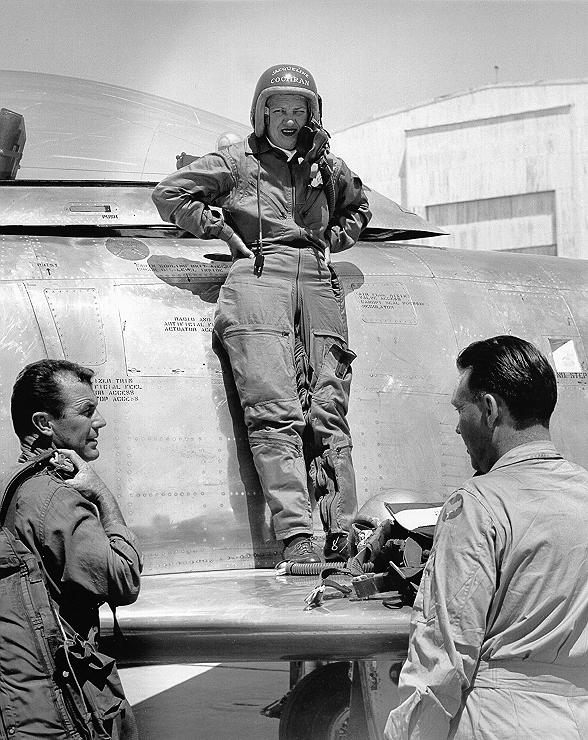
F-86の主翼に立ち、チャック・イェーガーやカナディアのチーフテストパイロット、ビル・ロングハーストと話すコクラン

コクランは1980年8月9日にカリフォルニア州インディオの自宅で亡くなった。夫はその4年前に亡くなっていた。遺体は、長く住んでいたコーアチェラ・バレーのコーチェラ・バレー公共墓地に埋葬されている。
コクランがよく利用していたサーマル空港は、1988年にデザートリゾート地方空港に改称された後、2004年にジャクリーン・コクラン地方空港に改称された。同空港では、ジャクリーン・コクラン航空ショーが毎年開催されている。

## 受賞歴

### 軍からの表彰
| \| \| \| \| \| \| \| \| \| \| \| \| \| \| \| \| \| \| \| \| | - アメリカ空軍航空機操縦士章 (U.S. Air Force Command Pilot Wings) - 空軍婦人パイロット部隊徽章 (Women Airforce Service Pilots Badge) - アメリカ陸軍殊勲章 (Distinguished Service Medal) - レジオン・オブ・メリット (Legion of Merit) - 殊勲飛行十字章 - アメリカ従軍章 (American Campaign Medal) - 第二次世界大戦戦勝章 (World War II Victory Medal) - 国防勲章 (National Defense Service Medal) - 予備軍年功記章 (Armed Forces Reserve Medal) - イギリス 防衛記章 (Defence Medal) |  |
|                                                             | |  |
|                                                             | |  |
|                                                             | |  |
|                                                             | Bronze oak leaf cluster · Bronze oak leaf cluster |  |
|                                                             | Bronze oak leaf cluster |  |

### その他の賞

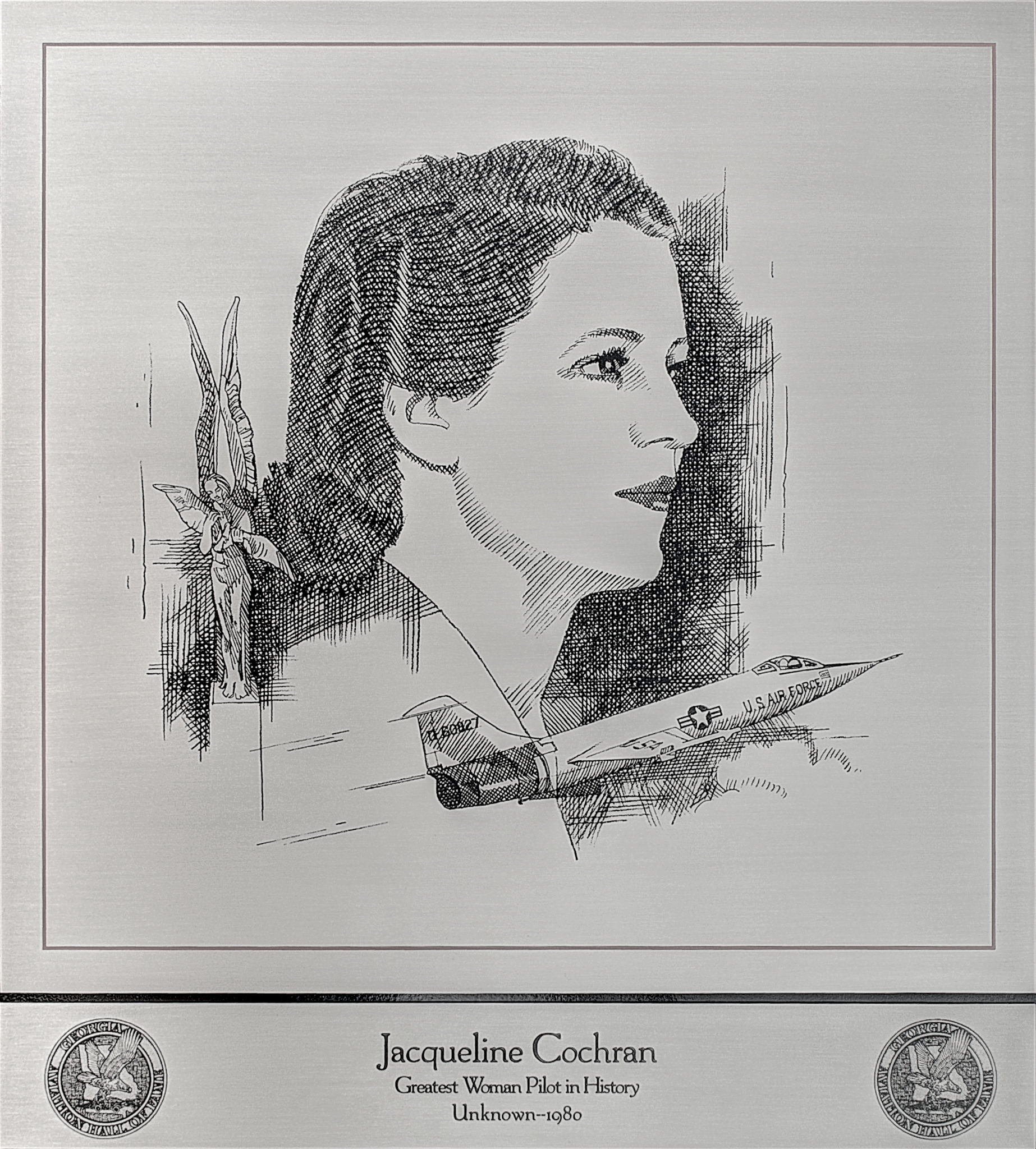
ジョージア州航空殿堂のコクランの銘板

コクランは世界の多くの国から表彰を受けている。1949年、フランス政府は彼女の戦争と航空への貢献を認め、1951年にフランス航空勲章を授与した。また、国際宇宙飛行連盟からゴールドメダルを受賞した唯一の女性でもある。
アメリカ空軍士官学校では、女性では初めて、コクランの功績を永久に展示している。
- 1964年 - アカデミー・オブ・アチーブメント ゴールデンプレート賞[48]
- 1965年 - 国際航空宇宙殿堂に殿堂入り[49]
- 1971年 - 全米航空殿堂に殿堂入り
- 1985年 - 国際天文学連合が金星の直径100キロメートルのクレーターを「コクラン」と命名
- 1992年 - フロリダ女性の殿堂に殿堂入り
- 1993年 - アメリカモータースポーツ殿堂に殿堂入り[50]
- 1993年 - アメリカ女性殿堂に殿堂入り[51]
- 2002年 - ジョージア州航空殿堂に殿堂入り[52]